# Sabacon martensi
Espèce
Sabacon martensi est une espèce d'opilions dyspnois de la famille des Sabaconidae.

## Distribution
Cette espèce est endémique du Sichuan en Chine. Elle se rencontre vers Kangding sur le Gongga Shan.

## Description
Le mâle holotype mesure 2,3 mm.

## Systématique et taxinomie
Cette espèce a été décrite par Tsurusaki et Song en 1993.

## Étymologie
Cette espèce est nommée en l'honneur de Jochen martens.

## Publication originale
- Tsurusaki & Song, 1993 : « Two new species of Sabacon from Sichuan Province, China (Arachnida: Opiliones: Sabaconidae). » Zoological Science, vol. 10, p. 155–159.